# Огиевский, Андрей Кириллович
Огиевский, Андрей Кириллович — российский дирижёр. Родился в 1967 году в Москве в семье музыкантов. Заниматься музыкой начал в 4 года, затем поступил в Центральную музыкальную школу при МГК имени П. И. Чайковского, по окончании которой поступил в Московскую государственную консерваторию имени П. И. Чайковского как скрипач, учился у профессора Игоря Безродного, а затем, второй раз, как дирижёр, учился у профессора Геннадия Рождественского.
С 2002 года работал в Московском Государственном Камерном музыкальном театре имени Бориса Покровского.
С 2013 по 2015 гг. являлся дирижёром театра «Кремлёвский балет».
В 2015 г. возглавил Воронежский театр оперы и балета в качестве его художественного руководителя.
С 2018 г. является художественным руководителем и дирижёром симфонического оркестра «Новая классика».
Как дирижёр-постановщик создал спектакли «История солдата» Стравинского, оперу «Дон Жуан» В.-А. Моцарта, балет «Руслан и Людмила» М.Глинки-В.Агафонникова, балет «Корсар» Адана, в том числе, на сцене Большого театра России балеты «Кракатук» Э. Артемьева (2020), «Чудесный мандарин» Бартока (2024), «Пушкин. Сны после жизни» Петрова (2024). Как дирижёр имеет обширный репертуар (балеты «Жизель», «Щелкунчик», «Эсмеральда», «Лебединое озеро», «Ромео и Джульетта», «Дон-Кихот», «Кармен-сюита», «Привал кавалерии», «Корсар», «Сотворение мира», «Весна священная», «Фигаро», оперы «Евгений Онегин», «Иоланта», Камышева «Чиполлино», Вальтинони «Пиноккио», Телеман «Пимпиноне», Моцарт-Р.Штраус «Идоменей» и др.).
.